# Pacific Royale Airways
Pacific Royale Airways era uma companhia aérea da indonésia que recebeu sua licença de voo do governo em novembro de 2011. Seu primeiro voo foi em 11 de junho de 2012.

## História
Em novembro de 2011, a companhia aérea recebeu uma licença de voo de serviço completo do governo indonésio. A Pacific Royale recebeu seu Certificado de Operadora Aérea em 29 de maio de 2012 e iniciou suas operações comerciais em junho de 2012.
Em agosto de 2012, o CEO Samurdra Sukardi renunciou, devido a uma disputa com os acionistas sobre os termos de seu novo contrato.
Em outubro de 2012, as operações de voo foram interrompidas por motivos de manutenção. A companhia aérea prometeu que as operações seriam retomadas em 16 de outubro de 2012, mas a frota permaneceu parada no dia seguinte.

## Frota
Para atender aos requisitos mínimos para operações de voo comercial, Pacific Royale planejou operar uma frota de dez aeronaves. A frota deveria incluir cinco aviões turboélice Fokker 50, todos comprados da Ethiopian Airlines, e cinco aviões alugados sendo quatro Airbus A320s e um Airbus A330. Dois Fokker 50 voaram no lançamento inicial da companhia aérea, com mais Fokkers e Airbus entrando em serviço nos meses seguintes.
| Aeronaves       | Em Serviço | Ordens | Passageiros | Notas |
| --------------- | ---------- | ------ | ----------- | ----- |
| Fokker 50       | 2          | 3      | 58          |       |
| Airbus A320-200 | –          | 4      | 180         |       |
| Airbus A330-300 | –          | 1      | 295         |       |
| Total           | 2          | 8      |             |       |